# Мовсес Сілікян
Мовсес Сілікян (вірм. Մովսես Սիլիկյան, 1862 — 10 грудня 1937) — вірменський генерал і національний герой Першої світової війни. До більшовицького перевороту служив генерал-майором Російської імперської армії.

## Раннє життя
Сілікян народився в містечку Варташен Нухинського повіту Єлизаветпольської губернії Російської імперії (нині на території Азербайджан). Він мав удінське походження.
Сілікян закінчив Московську військову гімназію, Олександропольське військове училище та офіцерську стрілецьку школу.

## Військова кар'єра
З 1884 року Сілікян служив у російській армії, дослужившись від ад'ютанта батальйону до командира дивізії. Напередодні Першої світової війни був заступником командувача військами, що дислокувалися в Єревані, у складі Кавказької армії .

### Перша світова війна
У 1915 році на ранніх етапах Першої світової війни полковник Сілікян командував полком під час Ванської оборони. У 1916 році він брав участь у взятті Муша і Бітліс (під час Бітліської битви) та в Ерзерумській битві.
Після того, як його полк увійшов до Ерзурума, Сілікян отримав звання генерала. Він був нагороджений багатьма урядовими нагородами, зокрема орденом Святого Георгія після перемог у 1916 році в битвах під Ерзерумом і Бітлісом. До російської революції отримав звання генерал-майора.

## Перша Республіка Вірменія
Після російської революції 1917 року російська кавказька армія розпалася, і Сілікян залишив російську армію.
У січні 1918 року Сілікян став командиром 1-ї Вірменської стрілецької дивізії. У 1918 році він командував вірменськими військами в Єревані. Після проголошення незалежності Республіки Вірменія 24 квітня 1918 року за короткий період Сілікян створив боєздатні регулярні загони та підготував їх до відсічі сил Османської імперії, яка намагалася встановити контроль над районами, населеними вірменами.
3 березня 1918 року великий візир Талат-паша підписав Брест-Литовський договір з Російською РФСР. У ньому передбачалося, що більшовицька Росія передає Османській імперії Батумі, Карс і Ардахан, які перебували в межах Вірменії. Республіка Вірменія не визнала втрати своєї території.
У травні 1918 року третя османська армія почала наступ на Батум, Карс і Ардаган. Сілікян командував регулярними військами та ополченням. У битві біля Сардарабада та битві біля Абарана його війська перемогли війська Османської імперії. До складу Вірменської армії входили численні талановиті військові офіцери того часу: Андранік Озанян, Драстамат Канаян, Гарегін Нжде, Христофор Араратов та Іван Баграмян.
Проте Вірменія була змушена вести переговори про договір з Османською імперією.
Після Першої світової війни, розпаду Османської імперії та накладених на неї поступок було організовано турецький націоналістичний рух. До 1920 року вона уклала союз з більшовиками, які також були противником західних держав. Восени 1920 року турецькі революціонери розпочали турецько-вірменську війну, намагаючись повернути чотири провінції, що відведені Вірменії. Сілікян командував вірменськими військами проти турецьких військ.

## Закавказька РФСР
У 1922 році більшовики захопили Вірменію і створили спершу Соціалістичну Радянську Республіку Вірменія, а згодом Закавказьку РФСР. Сілікян був призначений на ряд посад у Радах.
У 1937 році під час Великої чистки Йосипа Сталіна проти військових НКВС заарештував Сілікяна і стратив його в ущелині Норк разом з Христофором Араратовим та іншими героями Сардарабадської битви. Їх хвинуватили в «націоналізмі», оскільки вони раніше боролися за незалежну вірменську державу. У них забирали нагороди, в деяких випадках членів їхніх сімей відправляли в трудові табори ГУЛАГу, а їхні імена вилучали з підручників історії.
Після смерті Сталіна в 1953 році, з кінця 1950-х і епохи відлиги Микити Хрущова, Сілікян та сотні тисяч інших жертв радянських репресій були «реабілітовані». Радянський Союз визнав, що під час сталінського режиму багато людей були несправедливо звинувачені та засуджені. Це дозволило повне визнання військових досягнень Сілікяна.

## Нагороди
- орден Святого Станіслава 2 ступеня (1910)
- Орден святого Георгія (1916)

Нагороди були відновлені після реабілітації.